# Alex Webb
Pour les articles homonymes, voir Webb.
Alex Webb (né le 5 mai 1952 à San Francisco) est un photographe américain qui travaille pour l'agence photographique Magnum Photos depuis 1979.
Il étudia l'histoire et la littérature à l'université d'Harvard et aussi la photographie au Carpenter Center for the Visual Arts. Il commença à travailler comme photographe professionnel en 1974.
Il a travaillé pour des magazines comme Geo, Life, New York Times et National Geographic et a aussi publié sept livres.

## Prix et récompenses
- 2002, Médaille David Octavius Hill